# Правдоподобное отрицание
Правдоподо́бное отрица́ние (попытка кальки англ. plausible deniability) — поведение, при котором лицо или лица, совершившее действие или отдавшее распоряжение, сохраняет возможность в дальнейшем отрицать свою вовлечённость без большого риска быть уличённым во лжи. 
В политике секретная операция отличается от открытых действий государства именно возможностью её правдоподобного отрицания. В криптографии к правдоподобному отрицанию принято относить возможность отрицания самого факта шифрования или возможность предъявления ключа шифрования, который расшифровывает лишь отвлекающие несекретные данные.

## История термина
В применении к международным отношениям английский вариант термина получил широкое распространение только в ходе скандала Иран-контрас, однако словосочетание существовало задолго до этого. Некоторые приписывают первое публичное использование термина директору ЦРУ Аллену Даллесу. Термин использовался уже в 1948 году, когда директива Совета национальной безопасности США NSC 5412/2 определила негласные операции как комплекс мероприятий, планирование и исполнение которых делают вовлечённость США неочевидной для лиц, не обладающих доступом к секретной информации, а потому правительство США может правдоподобно отрицать свою ответственность за эти операции.

## Правдоподобное отрицание в международных отношениях
М. Боуман связывает необходимость правдоподобного отрицания с требованиями дипломатии и концепцией суверенитета, лежащей в основе Вестфальской системы. Считается, что явный обход Вестфальской системы приводит к нестабильности в международных отношениях. В то же время государствам иногда требуется вмешательство во внутренние дела других государств и стран; потому необходим механизм сохранения стабильности в ходе такого вмешательства. Правдоподобное отрицание предоставляет удобную возможность для притворства как со стороны вмешивающейся страны, так и со стороны жертвы вмешательства. Без такого притворства государства были бы вынуждены или униженно отступать и сокращать дипломатические отношения, или, наоборот, усиливать противодействие — поведение, которое может привести к войне.

## В криптографии
Отрицаемое шифрование предоставляет пользователю возможность правдоподобно отрицать сам факт шифрования информации или, в случае очевидности наличия шифрования, свою способность расшифровать её. При этом такое отрицание не обязано быть искренним, например, возможна ситуация, когда, несмотря на все подозрения, без содействия легитимных владельцев информации не удается точно выяснить, что данные зашифрованы. Целью данного вида шифрования является подрыв уверенности злоумышленника в том, что данные действительно зашифрованы или же что конкретный человек способен превратить их в открытый текст.